# Istituto Universitario di Studi Superiori
L'Istituto universitario di studi superiori di Pavia, più brevemente Scuola IUSS, è una scuola superiore universitaria, ossia un centro di ricerca e formazione che propone percorsi di eccellenza da affiancare ai consueti corsi universitari.

## Storia
La Scuola IUSS è nata nel 1997 su iniziativa dell'Università di Pavia, sul modello della Scuola Normale Superiore di Pisa, attraverso un consorzio tra l'Università, i collegi storici della città (Borromeo, Ghislieri, Nuovo e Santa Caterina) e l'Istituto per il diritto allo studio (EDISU) di Pavia, sulla base di un accordo con il Ministero dell'università e della ricerca. 
L'istituto è divenuto scuola superiore universitaria ad ordinamento speciale nell'agosto del 2005.

## Struttura
L'attività della scuola è suddivisa in due strutture accademiche, denominate classi:
- scienze umane e della vita
- scienze, tecnologie e società

Gli studenti dei corsi ordinari della Scuola IUSS risultano regolarmente iscritti all'Università degli Studi di Pavia; la Scuola richiede loro la frequenza di due corsi interni all'anno inerenti al proprio ambito di studio e uno non inerente alla propria classe, unitamente al superamento – con voto minimo 24 e una media del 27 – di tutti gli esami previsti dal piano di studi entro l'anno di riferimento.
Nel 2022 è stato siglato un accordo con l'Università di Milano per consentire l'accesso anche agli studenti iscritti presso l'ateneo meneghino.
I posti disponibili agli allievi sono attribuiti mediante concorso ad esami con prove scritte e orali.

## Presidenti
Scuole universitarie federate
- Enrica Pagella[4] (2018-2019)
- Salvatore Rossi[5] (dal 2019)

## Rettori
- Michele Di Francesco (2013-2019)
- Riccardo Pietrabissa (2019-2025)
- Mario Martina (2025-2031)[6]